# اگر موسیقی نبود
اگر موسیقی نبود (آلمانی: Wenn die Musik nicht wär) یک فیلم درام آلمانی به کارگردانی کارمینه گالونه است که در سال ۱۹۳۵ منتشر شد.

## بازیگران
- پاول هوربیگر
- ایدا ووست
- سیبیل اشمیتس
- هاری هارت
- یوزفین دورا
- هوبرت فون مایرینک
- رودولف بیبراخ